# Pepsi Grand Slam 1979
Il Pepsi Grand Slam 1979 è stato un torneo di tennis giocato sulla terra verde. È stata la 4ª edizione del Pepsi Grand Slam, che fa parte del Colgate-Palmolive Grand Prix 1979. Il torneo si è giocato a Boca Raton negli Stati Uniti, dal 9 al 11 febbraio 1979.

## Campioni

### Singolare maschile
Björn Borg ha battuto in finale  Jimmy Connors con il punteggio di 6–2, 6–3